# Commissaire de la République des îles Ioniennes
Le Commissaire de la République des îles Ioniennes est le représentant local du gouvernement britannique aux États-Unis des îles Ioniennes entre 1816 et 1864. 
À l'époque, les États-Unis des îles Ioniennes étaient une république fédérale sous la protection amicale du Royaume-Uni, établie en vertu du traité de Paris de 1815. Les commissaires étaient basés à Corfou, au nord des sept îles Ioniennes, au large de la côte ouest de la Grèce continentale.

## Commissaires civils de la République des îles Ioniennes (1809–1816)
| Portrait | Nom                         | Début mandat    | Fin mandat      | Remarques                |
| -------- | --------------------------- | --------------- | --------------- | ------------------------ |
|          | John Oswald (1771–1840)     | 16 octobre 1809 | Février 1811    | Commandant jusqu'en 1810 |
|          | Richard Church (1784–1873)  | Février 1811    | Décembre 1811   |                          |
|          | George Airey (1761–1833)    | Décembre 1811   | 1813            |                          |
|          | James Campbell (1763–1819)  | 30 avril 1813   | 17 février 1816 |                          |
|          | Thomas Maitland (1759–1824) | 17 février 1816 | 31 mars 1816    |                          |

## Lord Haut-Commissaire de la République des îles Ioniennes (1816-1864)
| Portrait | Nom                                           | Début mandat      | Fin mandat        | Remarques                                                                                |
| -------- | --------------------------------------------- | ----------------- | ----------------- | ---------------------------------------------------------------------------------------- |
|          | Thomas Maitland (1759–1824)                   | 31 mars 1816      | 17 janvier 1824   |                                                                                          |
|          | Frederick Adam (1781–1853)                    | 7 janvier 1824    | 2 juin 1832       | Intérimaire jusqu'au 10 avril 1824 pour pallier l'absence de Maitland le 17 janvier 1824 |
|          | Alexander George Woodford (1782–1870)         | 28 avril 1832     | 1er décembre 1832 | Intérimaire pour pallier l'absence d'Adam le 2 juin 1832                                 |
|          | George Nugent Grenville (1788–1850)           | 1er décembre 1832 | 23 février 1835   |                                                                                          |
|          | Alexander George Woodford (1782–1870)         | 23 février 1835   | 29 avril 1835     | Intérimaire                                                                              |
|          | Howard Douglas (1776–1861)                    | 29 avril 1835     | 8 juin 1841       |                                                                                          |
|          | James Alexander Stewart-Mackenzie (1784–1843) | 8 juin 1841       | 15 septembre 1842 |                                                                                          |
|          | George Berkeley (1785–1857)                   | 15 septembre 1842 | 1er avril 1843    | Intérimaire jusqu'au 17 février 1843 pour pallier l'absence de Mackenzie.                |
|          | John Colborne (1778–1863)                     | 1er avril 1843    | 2 juin 1849       |                                                                                          |
|          | Henry George Ward (1797–1860)                 | 2 juin 1849       | 13 avril 1855     |                                                                                          |
|          | John Young (1807–1876)                        | 13 avril 1855     | 25 janvier 1859   |                                                                                          |
|          | William Ewart Gladstone (1809–1898)           | 25 janvier 1859   | 17 février 1859   | Lord Haut commissaire extraordinaire pour négocier le futur statut des îles Ioniennes    |
|          | Henry Knight Storks (1811–1874)               | 17 février 1859   | 2 juin 1864       |                                                                                          |